# ORFEO
 (mars 2018).
Si vous disposez d'ouvrages ou d'articles de référence ou si vous connaissez des sites web de qualité traitant du thème abordé ici, merci de compléter l'article en donnant les références utiles à sa vérifiabilité et en les liant à la section « Notes et références ».
Pour les articles homonymes, voir Orfeo.
ORFEO, acronyme de Optical and Radar Federated Earth Observation, est un système d'observation de la Terre par satellite constitué d'une composante optique développée par le CNES, Pléiades HR, et une composante radar développée par l'Agence spatiale italienne (ASI), COSMO-SkyMed.

## Objectifs et périmètre du système

### L'accord de Turin
Le 29 janvier 2001, la France et l'Italie signent un accord dit « de Turin » relatif à une coopération sur l'observation de la Terre par des moyens satellitaires. Cet accord vise à répondre aux besoins actuels, tant pour les applications civiles que  dans le domaine  militaire, alors que les moyens dont disposent les pays européens sont limités.
La France développe des capacités dans le domaine optique, avec le programme Helios et Pléiades. En revanche, elle manque de données radar de bonne qualité qui permettent de recueillir des données sous couvert nuageux ou en cas de brouillards ou de fumées.
L'Italie bénéficie avec son programme COSMO-SkyMed, d'importants avantages comparatifs en matière de capteurs radars. Mais, elle souffre de lacunes en matière de capteurs optiques capable de recueillir des images par temps clair, plus aisées à analyser et le cas échéant de nuit si le capteur dispose de la capacité infrarouge. 
Ainsi, cette coopération dans le domaine spatial avec l'Italie permet :
- un accès plus rapide et plus fréquent à des images de très haute résolution.
- la possibilité de combiner différents modes de prises de vues (optique ou radar).
- la mise en œuvre de systèmes d'exploitation adaptés.

L’accord franco-italien conduit par conséquent à fédérer deux programmes nationaux et permet à chaque pays de disposer d'un droit d'accès aux capacités fournies par l'autre partie, c'est-à-dire des droits de programmation. L'article VII spécifie notamment que l'Italie a accès à un pourcentage des ressources des systèmes de satellites civils et militaires exploités ou en cours de développement (SPOT 5 et Helios 2) en échange de l'accès à des ressources de la composante SAR. Par cet accord, l'Italie qui participe déjà financièrement au programme Helios 2 à hauteur de 2,5 %, augmente ses droits d'accès à ce système (+ 6 %). Ainsi, le ratio des échanges d'images entre les deux pays devient désormais de 75 images radars CSK contre 7 images Helios. En outre, il est également précisé dans l'article VII que l'accès à l'ensemble des performances des satellites Helios 2 est octroyé uniquement pour des besoins de défense, en échange de l'accès à l'ensemble des performances de la composante SAR, notamment les capacités sub-métriques. 
L'accord de Turin est ratifié par la France en 2004. Les premiers échanges opérationnels ont lieu en juillet 2010.

### Le système ORFEO
À la suite de l'accord de Turin, la France et l'Italie s'accordent pour développer à usage dual civil et militaire, des petits satellites offrant des capacités optique et radar et pour donner l'accès à ces capacités pour l'autre partie. Ainsi, le système ORFEO comprend :
- une composante optique constituée de deux petits satellites (environ 1 tonne) de haute résolution (résolution sub-métrique sur un champ de 20 kilomètres) développés par la France dans le cadre du programme Pléiades du CNES.
- une composante radar comprenant quatre satellites de 1,5 tonne dont les capteurs offrent une résolution sub-métrique sur un champ de 10 kilomètres, développés par l’Italie dans le cadre du  programme COSMO-SkyMed de l’Agence spatiale italienne.
- une composante sol développée en commun par les deux pays.

La dualité du système, impliquant une utilisation par la Défense, impose notamment :
- que les utilisateurs militaires auront libre accès aux données brutes des archives civiles.
- que les données acquises par ces utilisateurs militaires sont classifiées mais peuvent éventuellement être communiquées à des utilisateurs commerciaux ou privés, après application d’une procédure de dégradation et de déclassification.
- des lignes de communication sécurisée.

## Le programme d'accompagnement ORFEO

### Généralités
Parallèlement aux développements des systèmes Pléiades et COSMO-SkyMed dans le cadre d'ORFEO, un « programme d'accompagnement » est mis en place pour préparer, accompagner et promouvoir l'utilisation et l'exploitation des images issues de ces capteurs.
La nécessité de mise en place d'un tel accompagnement s'impose du fait :
- de la nouveauté des capacités et performances des systèmes ORFEO (haute résolution optique et radar, capacité d'accès, qualité des données, possibilité d'acquisitions conjointes optique et radar).
- de la nécessité induite de nouveaux développements méthodologiques : nouvelles méthodes de traitement, ou adaptation de méthodes existantes.
- de la nécessité de réaliser ces nouveaux développements en liaison étroite avec les utilisateurs finaux : prise en compte des spécifications des utilisateurs, intégrations des nouveaux produits dans leurs systèmes.

Initié et piloté par le CNES, ce programme débute en 2003 et dure jusqu'en 2009. Il comporte un volet méthodologique et un volet thématique :
- le volet méthodologique a pour objectif la définition et le développement des outils nécessaires à l'exploitation opérationnelle des futures images sub-métriques, optique et radar (aspects tridimensionnels, détection de changements, analyse de texture, reconnaissance de formes, complémentarité optique et radar). Il s'appuie essentiellement sur des études de recherche et développement et des travaux de recherche doctorale et post-doctorale.
- le volet thématique couvre une large gamme d'applications (civiles et défense), et vise à spécifier et à valider des produits à valeur ajoutée et des services qui peuvent être réalisés avec les données ORFEO (Pléiades et COSMO-SkyMed), afin de mieux répondre aux besoins des utilisateurs. Il intègre également une réflexion sur l'intégration de ces futurs produits dans les systèmes opérationnels et sur les structures intermédiaires à mettre en place au service des utilisateurs non spécialistes en traitement d'images. Huit groupes thématiques (sept à vocation civile et un à vocation militaire) contribuent à approfondir la réflexion.

Au-delà de la coopération initiale avec l'Italie, le programme d'accompagnement s'élargit à la Belgique, avec intégration d'experts belges dans les différents groupes de travail.

### ORFEO Toolbox
Dans le cadre du volet méthodologique du programme d'accompagnement ORFEO, le CNES décide de développer le « ORFEO Toolbox » (OTB), un ensemble de briques algorithmiques qui permettent de capitaliser le savoir méthodologique et de se placer dans une démarche de développement incrémental visant à rentabiliser au maximum les résultats obtenus dans les études méthodologiques.
L'OTB est constituée d'un ensemble de briques de base (API de classes C++) et d'utilitaires (programmes indépendants réalisés à l'aide de l'API développée). Elle s'appuie sur la bibliothèque de traitement de l'imagerie médicale ITK (Insight Segmentation and Registration Toolkit), GDAL and Ossim.
Les algorithmes de l'OTB sont disponibles en ligne et peuvent être accessibles directement par Monteverdi, QGIS, Python, les lignes de commande ou C++.